# Supervulcan
     Index Explozivitate Vulcanic (VEI) 8
     Index Explozivitate Vulcanic (VEI) 7

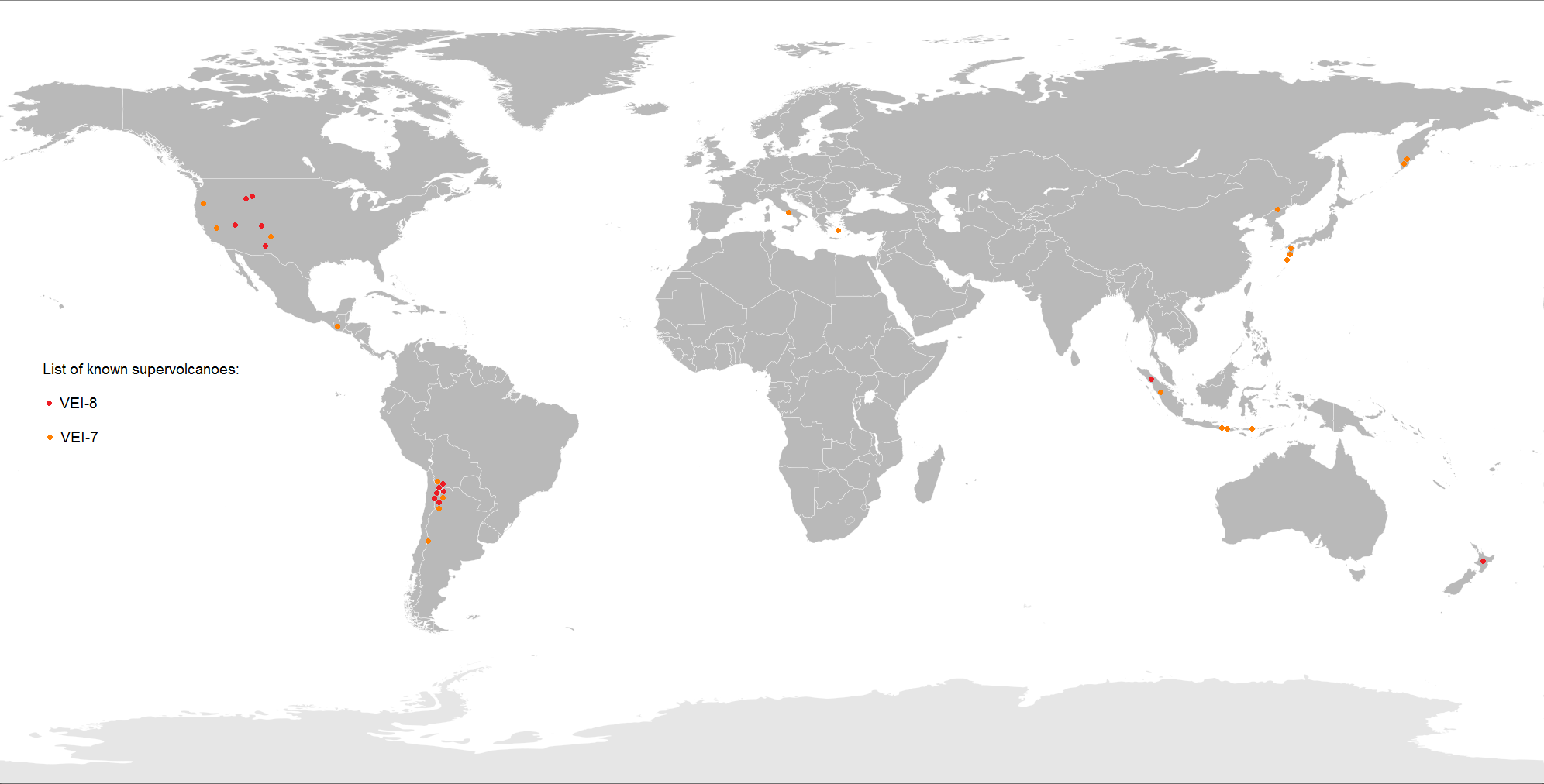
Harta cu supervulcani cunoscuți din întreaga lume:
Index Explozivitate Vulcanic (VEI) 8
Index Explozivitate Vulcanic (VEI) 7

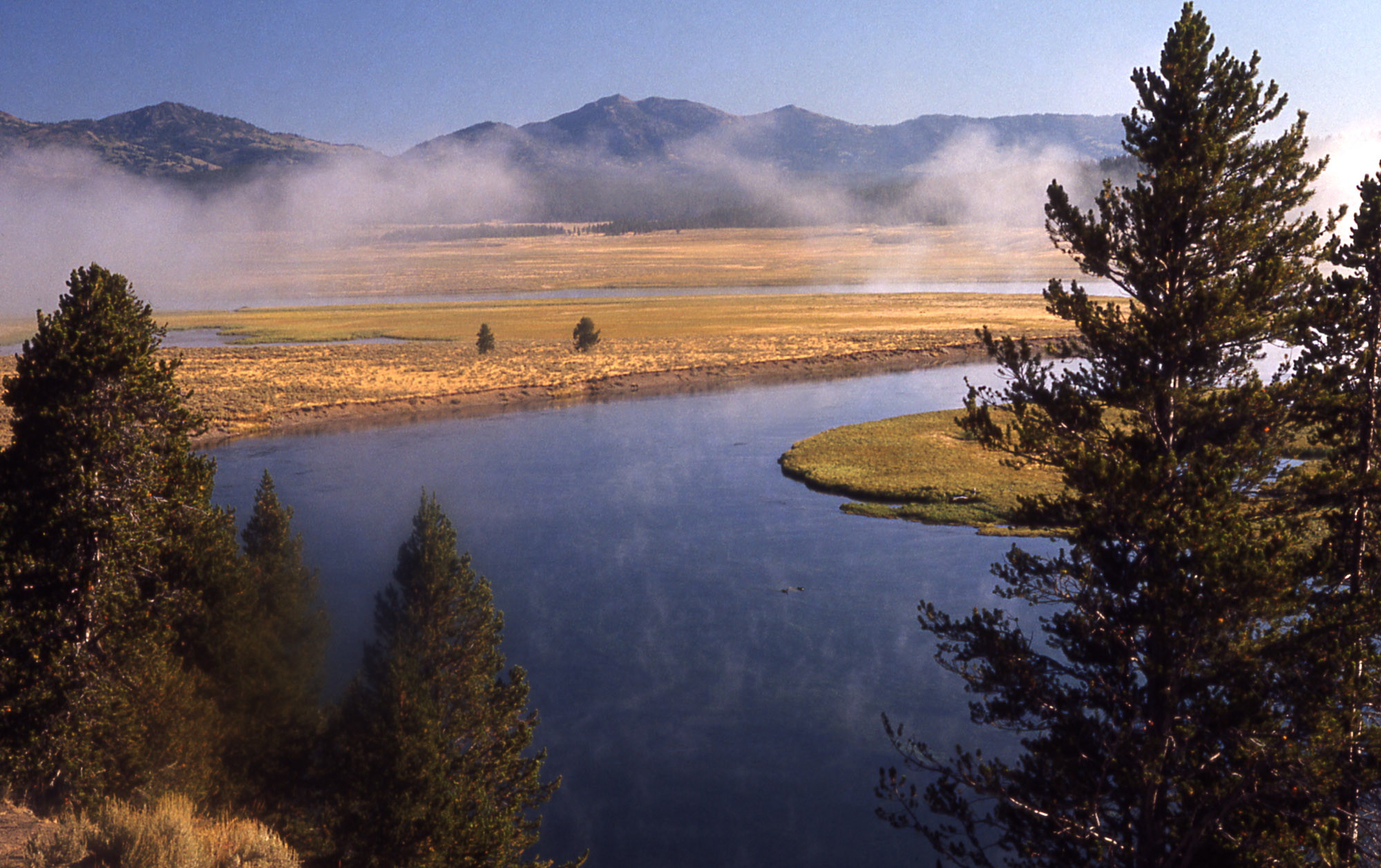
Activitate geotermică la Yellowstone.

Un supervulcan sau super-vulcan este un vulcan capabil să producă o erupție vulcanică, cu o masă de eliminare a materialului provenit din camera sau rezervorul de magmă, ce depășește 1015 kg.

## Descriere
Super-vulcanii se pot forma atunci când magma din mantaua Pământului se ridică până la scoarță de la un punct fierbinte, dar nu este în măsură să străpungă crusta. În acest fel se produce o creștere constantă a presiunii într-un anumit loc, formându-se un bazin tot mai mare de material vulcanic subteran, până la un moment oarecare, când scoarța nu mai este în măsură să reziste presiunii (cazul Calderei Yellowstone) și are loc erupția. 
Erupția unui supervulcan în cadrul unei provincii eruptive mari⁠(en)[traduceți] poate fi deosebit de catastrofală și poate acoperi zone imense cu lavă și cenușă vulcanică, cauzând schimbări climatice de lungă durată (cum ar fi declanșarea unei scurte perioade glaciare sau o încălzire globală), care pot amenința numeroase specii cu dispariția.
Pe Pământ există aproximativ 20 de supervulcani cunoscuți științei. Până acum, în medie, o erupție supervulcanică a avut loc odată la 100 de mii de ani.

## Exemple
Exemple de supervulcani: Campi Flegrei (Italia), Nevado del Ruiz (Columbia), Popocatepetl (Mexic), Mont Pelée (Martinica), Unzen (Japonia), Laki (Islanda), Tambora (Indonezia), Yellowstone (USA), Toba (Sumatra), Taupo (Noua Zeelanda), Insula Kos (Grecia), Krakatau (Indonezia), Mount Saint Helens (USA).

## Legături externe
Materiale media legate de Supervulcan la Wikimedia Commons
- en Supervulcanul Yellowstone și harta supervulcanilor de pe Pământ Arhivat în 5 august 2014, la Wayback Machine.
- Ce se va întâmpla când va erupe supervulcanul Yellowstone? scientia.ro
- Un supervulcan din Italia pune pe jar specialistii. "Ar putea erupe oricand, cu efecte devastatoare"
- Supervolcano eruption mystery solved, BBC Science, 6 January 2014